# Colette Sénami Agossou Houeto
Colette Sénami Agossou Houeto, née le 6 mars 1939 à Porto-Novo, est une enseignante,  poètesse, féministe et ministre béninoise.

## Parcours
Elle effectue des études supérieures en Europe, à l'université de Strasbourg et puis à l'université Louis-et-Maximilien de Munich, ainsi qu’à Aix-en-Provence.
Revenue au Bénin, elle y est tout d’abord enseignante, professeure certifiée d’allemand, puis directrice de l'Institut national pour la formation et la recherche en éducation de 1977 à 1981. Elle écrit également un volume de poésie, publié en 1981, où elle exalte la lutte de libération du colonialisme, et les droits des femmes. De 1986 à 1991, elle travaille à la Banque africaine de développement (BAD) sur la participation des femmes au développement,,. Puis, elle travaille pour l’UNICEF dans le secteur de l’éducation, au bureau de Ouagadougou de cette organisation internationale, jusqu’en 2000.
Nommée ministre béninoise des Enseignements primaire et secondaire en avril 2006, elle est limogée en août de la même année pour avoir voulu imposer son choix de directeur de cabinet contre l’avis du président de la République, Thomas Boni Yayi. « Ce n’est pas à 67 ans qu’on apprend à faire des courbettes », précise-t-elle. Elle est remplacée par Evelyne Sossouhounto-Kaneho.

## Vie privée
Colette Agossou Houeto est mariée et mère de quatre enfants.

## Distinction
Le mercredi 08 octobre 2014, elle est faite commandeur de l'Ordre National du Bénin. Elle est admise à cette distinction conformément au Décret N°2O1O-159 du 07 mai 2O1O, portant nominations et promotions à titre exceptionnel  et civil dans l'Ordre National du Bénin de certaines personnalités.

## Publications
- "La femme, source de vie dans l'Afrique traditionnelle", in La Civilisation de la femme dans la tradition africaine, Paris: Présence africaine, 1975.
- 'Education et mass-media', Présence Africaine, No. 95, 1975, pp.428-40.

- L'Aube sur les cactus. Porto-Novo: INFRE, 1981.
- "Women and Education: the Case of Benin", EDUAFRICA, Vol. 8, 1982, pp.169-179.